# パウ・ビクトル
パウ・ビクトル・デルガド（Pau Víctor Delgado、2001年11月26日 - ）は、スペイン・サン・クガ・デル・バリェス出身のサッカー選手。プリメイラ・リーガ・ブラガ所属。ポジションはフォワード。

## クラブ経歴

### プロ入り前
サン・クガ・デル・バリェスで生まれたビクトルは、2018年にCEサバデルからジローナFCのユースに加入した。 
2020年7月20日、ADアルコルコンとの試合で、プロデビューを果たした。
2023年8月17日、7ゴール6アシストを記録し、チームの3部リーグ残留に貢献した後、彼は2025年までの契約更新をして、バルセロナ・アトレティックにレンタルされた。

### バルセロナB
得点ランキングトップの18ゴールを決め、昇格プレーオフ進出に貢献した。

### バルセロナ
2024年7月24日、FCバルセロナに完全移籍し、2029年までの契約を結んだ。
2024年8月4日、「Soccer Champions Tour 2024」でレアル・マドリードと対戦。同選手は2ゴールを記録し、勝利に貢献した。

### ブラガ
2025年7月25日、ブラガに5年契約で移籍した。

## 個人成績

### クラブ
2023-24シーズン終了時点

| クラブ               | シーズン     | リーグ                     | リーグ | リーグ | カップ | カップ | その他 | その他 | 合計 | 合計 |
| クラブ               | シーズン     | ディビジョン               | 出場   | 得点   | 出場   | 得点   | 出場   | 得点   | 出場 | 得点 |
| -------------------- | ------------ | -------------------------- | ------ | ------ | ------ | ------ | ------ | ------ | ---- | ---- |
| ジローナ             | 2019–20      | セグンダ・ディビシオン     | 1      | 0      | 0      | 0      | 0      | 0      | 1    | 0    |
| ジローナ             | 2020–21      | セグンダ・ディビシオン     | 7      | 0      | 3      | 0      | 0      | 0      | 10   | 0    |
| ジローナ             | 通算         | 通算                       | 8      | 0      | 3      | 0      | 0      | 0      | 11   | 0    |
| ジローナB            | 2020–21      | Tercera División           | 14     | 6      | –      | –      | 1      | 0      | 15   | 6    |
| ジローナB            | 2021–22      | Tercera División RFEF      | 31     | 8      | –      | –      | 2      | 0      | 33   | 8    |
| ジローナB            | 通算         | 通算                       | 45     | 14     | 0      | 0      | 3      | 0      | 48   | 14   |
| サバデル(ローン)     | 2022–23      | プリメーラ・フェデラシオン | 36     | 7      | 0      | 0      | 0      | 0      | 36   | 7    |
| バルセロナB (ローン) | 2023–24      | プリメーラ・フェデラシオン | 35     | 18     | –      | –      | 4      | 2      | 39   | 20   |
| キャリア通算         | キャリア通算 | キャリア通算               | 124    | 39     | 3      | 0      | 7      | 2      | 127  | 41   |

## タイトル

### クラブ
FCバルセロナ
- プリメーラ・ディビシオン：2024-25
- コパ・デル・レイ：2024-25
- スーペルコパ・デ・エスパーニャ：2024-25

### 個人
- プリメーラ・フェデラシオン得点王：2023-24[8]